# Mohammed bin Fahd Al Saud
Prinz Mohammed bin Fahd bin Abdulaziz Al Saud (arabisch الأمير محمد بن فهد بن عبدالعزيز آل سعود) (geb. 4. Januar 1950 in Riad; gest. 28. Januar 2025) war der zweite Sohn des Königs Fahd Bin Abdul Aziz Al Saud. Er war von 1995 bis 2013 Gouverneur der Provinz asch-Scharqiyya.

## Leben
Mohammed war der zweite Sohn des verstorbenen Königs Fahd und dessen Ex-Frau und Cousine Jawza bint Abdullah bint Abdul Rahman Al Saud. Er wurde in Riad geboren und erhielt seine allgemeine Bildung am Capital Model Institute.
Er setzte seine universitäre Bildung an der University of California, Santa Barbara fort und hatte dort einen Bachelor in Wirtschafts- und Politikwissenschaften. Nach dem Abschluss des Studiums arbeitete er zunächst im Privatsektor. Mohammed wurde 1995 zum Gouverneur der Provinz asch-Scharqiyya ernannt und hatte dieses Amt bis 2013 inne. Sein Nachfolger wurde sein Cousin Saud bin Naif.
Er starb am 28. Januar 2025 im Alter von 75 Jahren.

## Familie
Prinz Mohammed war mit seiner Cousine Jawahir bint Naif, einer Tochter seines Onkels Naif bin Abdulaziz, verheiratet. Aus dieser Ehe war er Vater von 3 Töchtern und 3 Söhnen. Sein Sohn Turki wurde von Mohammed bin Salman zum Staatsminister ernannt.

### Vorfahren
| Ahnentafel Prinz Mohammed | Ahnentafel Prinz Mohammed           | Ahnentafel Prinz Mohammed           | Ahnentafel Prinz Mohammed             | Ahnentafel Prinz Mohammed             | Ahnentafel Prinz Mohammed     | Ahnentafel Prinz Mohammed     | Ahnentafel Prinz Mohammed     | Ahnentafel Prinz Mohammed     |
| ------------------------- | ----------------------------------- | ----------------------------------- | ------------------------------------- | ------------------------------------- | ----------------------------- | ----------------------------- | ----------------------------- | ----------------------------- |
| Urgroßeltern              | Emir Abdul Rahman ⚭ Sara Al Sudairi | Emir Abdul Rahman ⚭ Sara Al Sudairi | Ahmed Al Sudairi ⚭ Sharifa Al Suwaidi | Ahmed Al Sudairi ⚭ Sharifa Al Suwaidi | Emir Abdul Rahman ⚭ ?         | Emir Abdul Rahman ⚭ ?         | ? ⚭ ?                         | ? ⚭ ?                         |
| Großeltern                | König Abdulaziz ⚭ Hussa Al Sudairi  | König Abdulaziz ⚭ Hussa Al Sudairi  | König Abdulaziz ⚭ Hussa Al Sudairi    | König Abdulaziz ⚭ Hussa Al Sudairi    | Prinz Abdullah ⚭ ?            | Prinz Abdullah ⚭ ?            | Prinz Abdullah ⚭ ?            | Prinz Abdullah ⚭ ?            |
| Eltern                    | König Fahd ⚭ Prinzessin Jawza       | König Fahd ⚭ Prinzessin Jawza       | König Fahd ⚭ Prinzessin Jawza         | König Fahd ⚭ Prinzessin Jawza         | König Fahd ⚭ Prinzessin Jawza | König Fahd ⚭ Prinzessin Jawza | König Fahd ⚭ Prinzessin Jawza | König Fahd ⚭ Prinzessin Jawza |

## Panama Papers
Laut den Panama Papers besaß er eine Briefkastenfirma auf den Britischen Jungferninseln, die mit einer Firma aus Luxemburg verbunden ist.

## Sonstiges
Die Mohammed-bin-Fahd Universität (Prince Mohammad bin Fahd University) wurde von ihm gegründet.